# IC 4161
IC 4161 — галактика типу S0 (спіральна галактика) у сузір'ї Гончі Пси.
Цей об'єкт міститься в оригінальній редакції індексного каталогу.